# Gwen Moore
Gwendolynne Sophia "Gwen" Moore, född 18 april 1951 i Racine i Wisconsin, är en amerikansk demokratisk politiker. Hon representerar delstaten Wisconsins fjärde distrikt i USA:s representanthus sedan 2005. Hon är den första afroamerikanen som representerar Wisconsin i representanthuset.

## Biografi
Moore avlade 1978 kandidatexamen vid Marquette University. Hon var ledamot av Wisconsins delstatsförsamling 1989–1993. Hon var därefter ledamot av delstatens senat 1993–2005.
Kongressledamot Jerry Kleczka bestämde sig 2004 för att inte kandidera till omval. Moore besegrade republikanen Gerald Boyle i kongressvalet 2004 och efterträdde sedan Kleczka som kongressledamot.